# Campionati del mondo di ciclismo su pista 2024 - Corsa a eliminazione femminile
La gara a eliminazione femminile ai campionati del mondo di ciclismo su pista si è svolta il 17 ottobre 2024. È stata vinta dalla neozelandese Ally Wollaston.

## Podio
| Pos.    | Atleta           | Nazionalità   |
| ------- | ---------------- | ------------- |
| Oro     | Ally Wollaston   | Nuova Zelanda |
| Argento | Lotte Kopecky    | Belgio        |
| Bronzo  | Jennifer Valente | Stati Uniti   |

## Risultati
| Posizione | Atleta              | Nazione       |
| --------- | ------------------- | ------------- |
| 1         | Ally Wollaston      | Nuova Zelanda |
| 2         | Lotte Kopecky       | Belgio        |
| 3         | Jennifer Valente    | Stati Uniti   |
| 4         | Letizia Paternoster | Italia        |
| 5         | Lara Gillespie      | Irlanda       |
| 6         | Maria Martins       | Portogallo    |
| 7         | Maja Tracka         | Polonia       |
| 8         | Yareli Acevedo      | Messico       |
| 9         | Lea Lin Teutenberg  | Germania      |
| 10        | Gabriela Bártová    | Rep. Ceca     |
| 11        | Tsuyaka Uchino      | Giappone      |
| 12        | Michelle Andres     | Svizzera      |
| 13        | Lee Sze Wing        | Hong Kong     |
| 14        | Eva Anguela         | Spagna        |
| 15        | Sophie Lewis        | Gran Bretagna |
| 16        | Olivija Baleišytė   | Lituania      |
| 17        | Keira Will          | Australia     |
| 18        | Ellen Klinge        | Danimarca     |
| 19        | Anita Stenberg      | Norvegia      |
| 20        | Alžbeta Bačíková    | Slovacchia    |
| 21        | Kiara Lylyk         | Canada        |
| 22        | Fanny Cauchois      | Laos          |